# 门纳劳斯陨石坑
门纳劳斯陨石坑(Menelaus)是位于澄海南岸的一座年轻的月球撞击坑，以古希腊数学家及天文学家亚历山大的梅内斯拉奥斯(Menelaus of Alexandria)之名命名，该名称在1935年被国际天文联合会批准接受。

## 描述

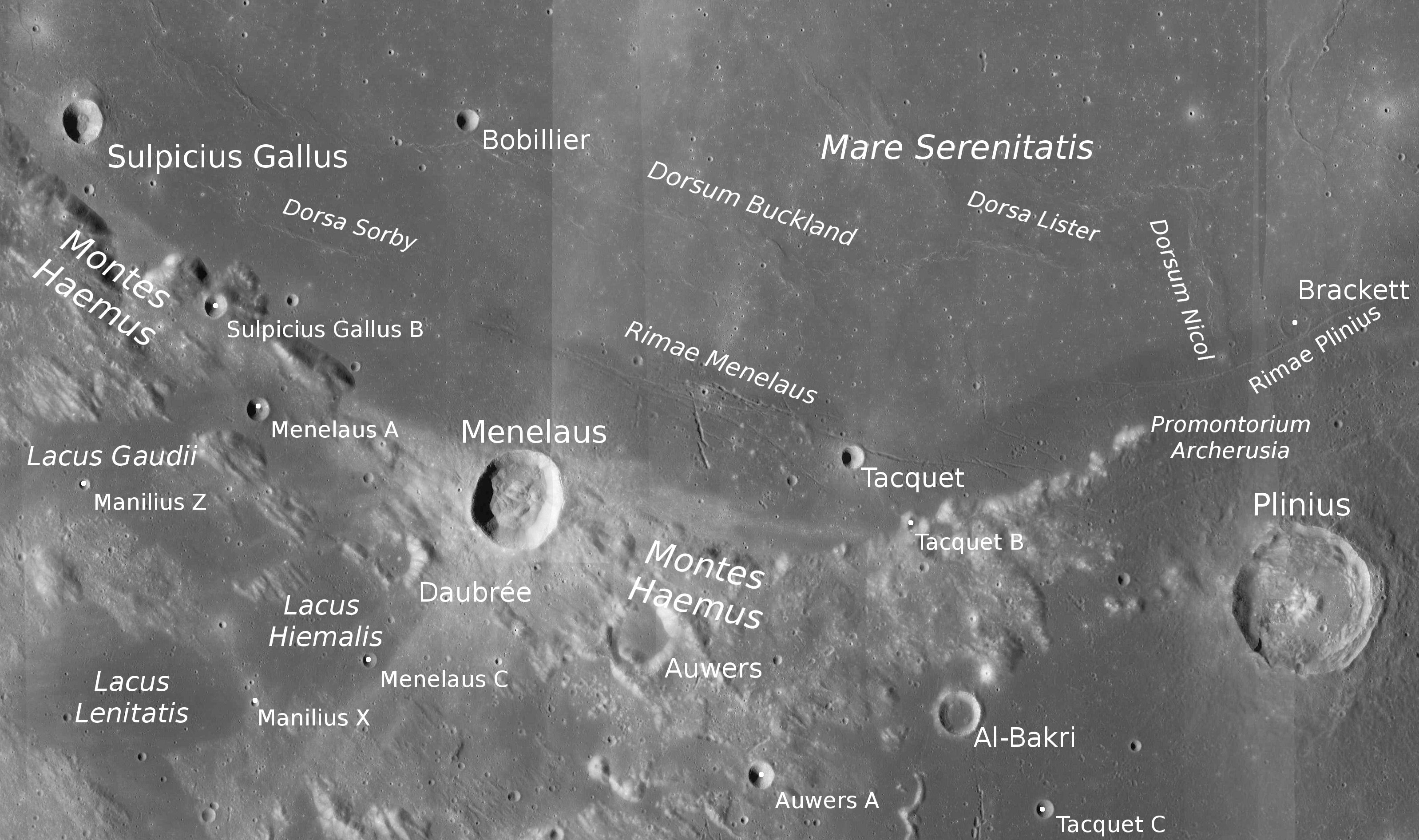
门纳劳斯陨石坑周边图，月球勘测轨道飞行器拍摄。

该陨坑的西侧绵延着海摩斯山脉，东北是一条得名于它的小沟系-"米尼劳斯月溪"，西南为较小的多布雷陨坑；而小月坑塔凯则位于它的东面、东南面是奥威尔斯陨石坑，东南更远处坐落着三座小月海：柔湖、欢乐湖和冬湖。该陨坑直径为27.13公里，深度2.6公里，中心月面坐标16°16′N 15°56′E / 16.26°N 15.93°E，形态特征隶属"TRI 型"(以该类撞击坑的典型代表-特里斯纳凯尔陨石坑所命名)，内部容积440公里³，侧壁高度超过周边地形870米。
该陨坑的形态为典型的年轻小撞击坑，外侧壁高耸、尖峭，轮廓略不规整，内侧壁则呈陡峭的阶地结构，其中东侧壁坡度高达53°；内侧坡底有陨坑形成时撞击沉积的岩石堆；陨坑内侧坡反照率较高，在阳光直照下显得十分醒目。可能是由于撞击中所抛弃岩石的不同，碗状的坑底北部较南部稍暗。北部地表主要以幽暗的月海玄武岩为主，而南部则为颜色较浅的山岩。坑内分布有数道山脊，而中央峰则由一群山丘组成；坑内地表上布满大量碎岩的痕迹，可能为坑壁受侵蚀崩塌，从内侧坡滚落而至。该陨坑及其周边地质类型极为多样，令人非常感兴趣。

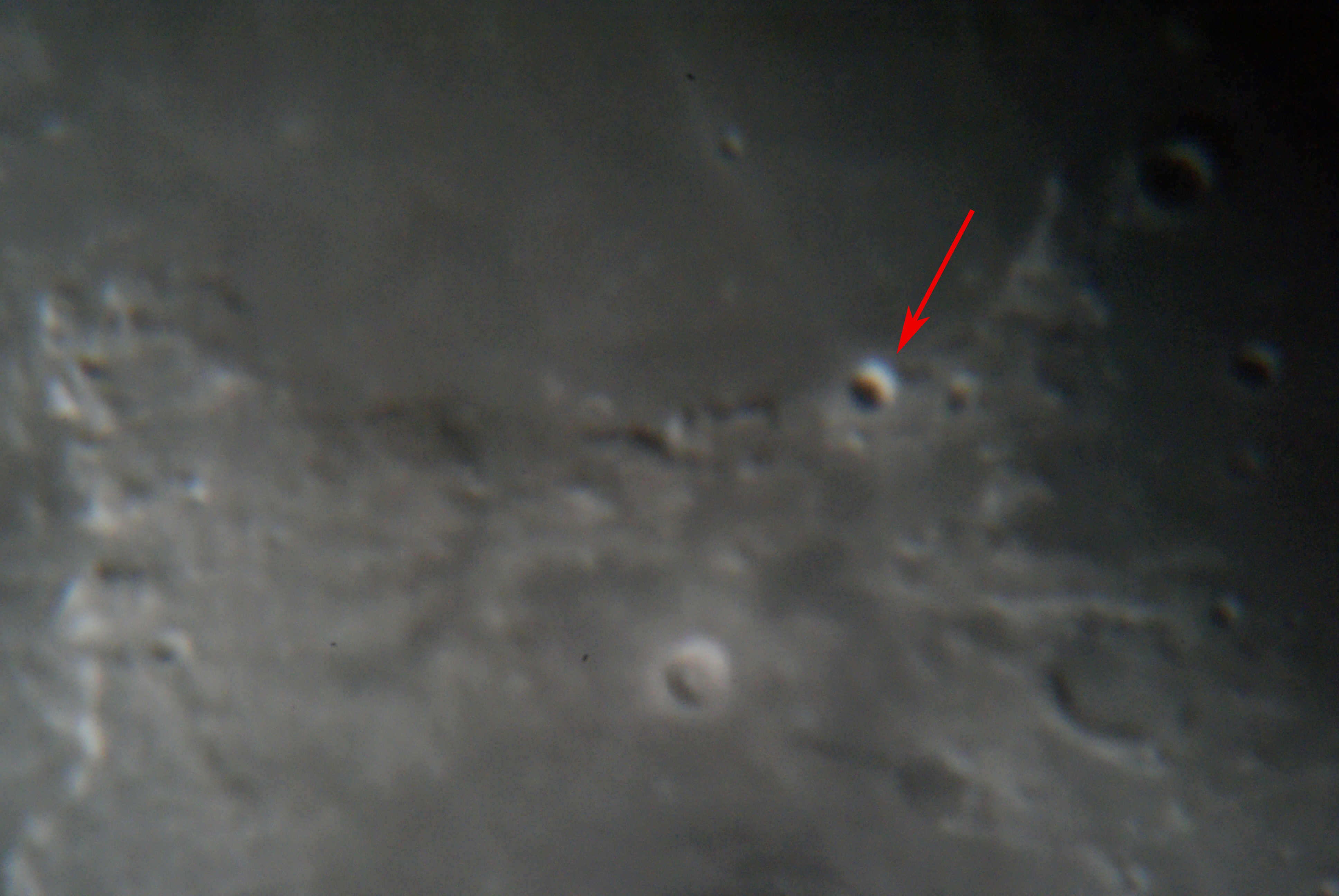
澄海南部和门纳劳斯陨石坑

一束射纹线从东南向东北穿过门纳劳斯陨石坑，沿贝塞尔陨石坑西侧一直伸延至澄海。该光束所附属的具体陨坑是一个主要的研究课题，按一般的看法，该光束隶属第谷环形山的射纹系统，这方面的详细内容可在有关贝塞尔陨坑的论文中找到。另外，在陨坑的东西二侧方向都有突出明亮的宽阔光束。
在月食期间曾记录到该陨坑产生过温度异常，这一现象主要缘于陨石坑地质龄较短，缺乏足够的表岩屑层而呈现的热效应，这是典型的最年轻陨石坑的现象。
门纳劳斯陨石坑被月球和行星观测协会(ALPO)列入《内侧壁坡带有暗黑辐射纹的撞击坑列表》及《带有明亮射纹系统的撞击坑列表》。
日本月亮女神探测器和美国月球勘测轨道飞行器都拍摄了门纳劳斯陨石坑及周边环境的详细照片。

## 命名
同其它月球正面的撞击坑一样，它也是由乔瓦尼·里乔利所命名，他1651年创建的命名系统已被标准化。早期的月图制图者们曾给予该特征不同的名称。佛兰芒天文学家米迦勒·弗洛伦特·范·朗伦在1645年的月图中以"神圣罗马皇后，奥地利的玛丽亚"称它为"罗马皇后玛丽亚"(Mariae Imp.Rom)；而波兰天文学家约翰·赫维留以拜占庭城称它为"拜占庭"(Byzantium)。

## 月球瞬变现象

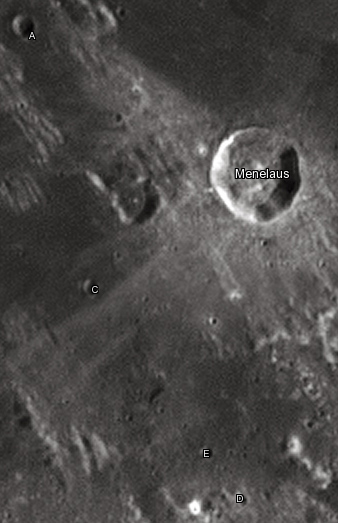
戴维·坎贝尔图片.

门纳劳斯陨石坑曾被观察到有月球瞬变现象-在月食时散发灰色的背景光、闪烁和在阴影中闪光。

## 卫星陨石坑
按照惯例，最靠近门纳劳斯陨石的卫星坑在月图上以字母标注在该坑中心点的旁边。
| 门纳劳斯 | 纬度    | 经度    | 直径   |
| -------- | ------- | ------- | ------ |
| A        | 17.1° N | 13.4° E | 7 公里 |
| C        | 14.8° N | 14.5° E | 4 公里 |
| D        | 13.2° N | 16.3° E | 4 公里 |
| E        | 13.6° N | 15.9° E | 3 公里 |

- 卫星坑"门纳劳斯 S"1973年已被国际天文联合会更名为国际天文联合会。